# Heino (Overijssel)
Heino est un village situé dans la commune néerlandaise de Raalte, dans la province d'Overijssel. Le 1er janvier 2008, le village comptait 6 459 habitants.
Le 1er janvier 2001, la commune de Heino a été rattachée à la commune de Raalte.

## Personnalités liées
- Willem van Sonsbeeck (1877-1969), homme politique néerlandais y est décédé